# Charles Janssens (1947)
Charles Janssens (Saint-Nicolas, 19 maart 1947) is een Belgisch politicus van de PS.

## Levensloop
Van beroep werd Janssens leraar. In 1983 begon zijn politieke carrière toen hij tot gemeenteraadslid verkozen werd in Soumagne. Hij was er van 1983 tot 1984 ook schepen en van 1984 tot 2013 was hij er burgemeester als opvolger van Jules Cazon. In september 2013 verliet hij de gemeentepolitiek van Soumagne.
Daarnaast was Janssens van 1987 tot 2003 lid van de Kamer van volksvertegenwoordigers en van 2004 tot 2009 lid van het Waals Parlement en van het Parlement van de Franse Gemeenschap. Van 1987 tot 1995 was hij eveneens lid van de Waalse Gewestraad en van de Raad van de Franse Gemeenschap. Van 1994 tot 1995 was hij PS-fractieleider in de Franse Gemeenschapsraad, van 1995 tot 1999 was hij in de Kamer voorzitter van de commissie Binnenlandse Zaken, van 1999 tot 2003 was Janssens secretaris van de Kamer en in het Franse Gemeenschapsparlement was hij van juli tot december 2004 secretaris en van 2004 tot 2009 ondervoorzitter.
Tevens werd hij in 1995 ondervoorzitter van de Luikse afdeling van de PS. In 2005 stelde hij zich kandidaat als voorzitter van de Luikse afdeling van de PS, maar werd verslagen door burgemeester van Luik Willy Demeyer.